# ريتشارد شارب (لاعب كرة قدم)
ريتشارد شارب (بالإنجليزية: Richard Sharp)‏ هو لاعب كرة قدم بريطاني في مركز الهجوم، ولد في 26 يناير 1956 في غلاسكو في المملكة المتحدة. لعب مع نادي سانت ميرين.